# Constantin Pestouchko
Constantin Pestouchko, Костянти́н Ю́рійович Песту́шко (14 février 1898 – 9 mai 1921) est un militaire et homme politique ukrainien.

## Biographie
En 1916 il s'engageait comme volontaire dans l'armée impériale. Il fut engagé dans la Campagne du Caucase puis sur le front de l'est. Fin 1917 il retournait chez lui. En 1918 il fut mobilisé dans l'Armée populaire ukrainienne et se démobilise en 1919. Il combat alors contre les troupes blanches qui menaçait sa région et s'alliait avec Makhnov contre Denikine dans de petits groupes d'insurgés. La mobilisation demandée par les soviets le fait de nouveau s'insurgé et en 1920 se bat contre l'armée rouge à Kryvyï Rih. L'automne 1920 venant il fut l'un des instaurateurs et dirigeant de la division de la steppe qui agissait entre Kiev et Kherson. Il fut élu ataman de la République de Kholodny Yar. La Tchéka se mobilisait contre ses activités, il fut tué le 9 mai 1920 en défendant son village natal contre des troupes venues de Kryvyi Rih.

### Postérité
La 17e brigade blindée (Ukraine) porte son nom.

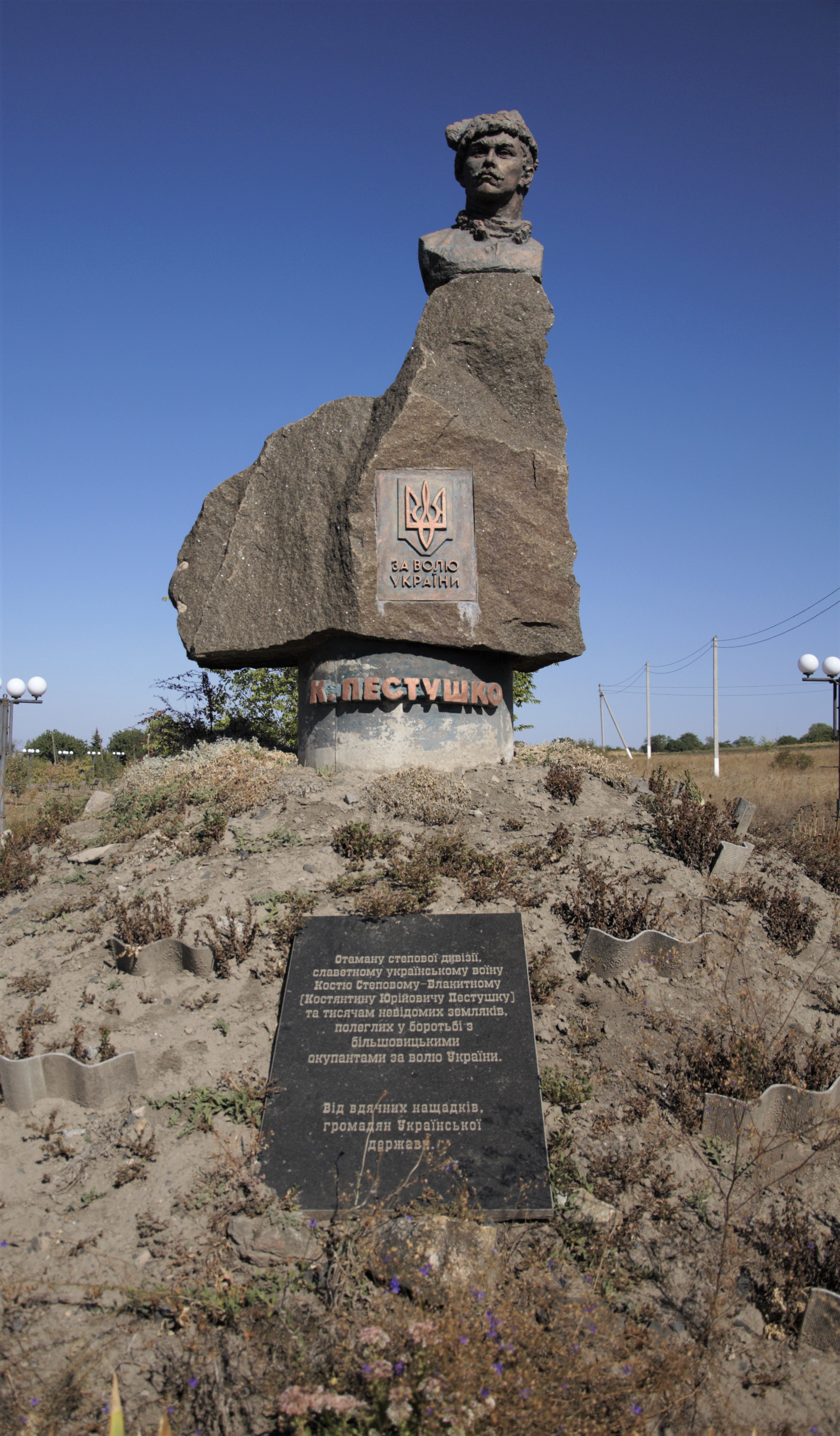
Monument dans son village natal,
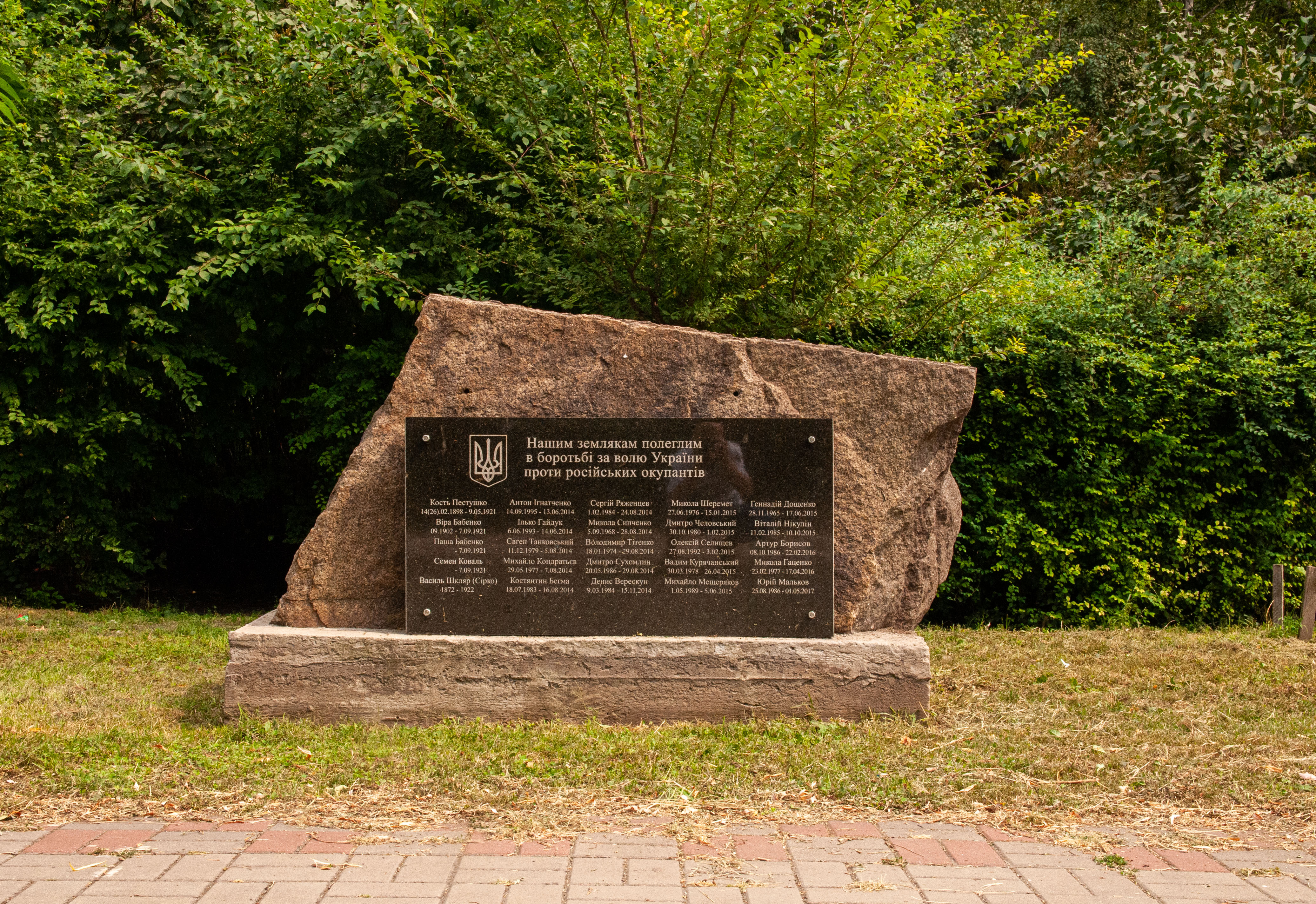
mémorial à Khivyi Rih.